# Chiesa slava polacca
Chiesa Slava Polacca (Polski Kościół Słowiański) è un'organizzazione neopagana polacca.
Il gruppo nacque nel 1981 nell'ambiente degli archeologi di Toruń e le sue attività iniziali furono la raccolta di informazioni e materiali riguardanti la mitologia e la cultura slava, la visita agli antichi luoghi di culto slavi e stabilire mutui contatti tra le persone interessate a questi argomenti.
Nell'estate del 1994, durante un incontro sul monte Sleza (nei Sudeti) fu deciso di trasformare il gruppo nella Chiesa Slava Polacca, e anche di iniziare a lavorare sullo Statuto e sui Fondamenti Dottrinali. Il 25 marzo 1995 durante la I Assemblea degli Aderenti alla Chiesa Slava Polacca furono approvati entrambi i documenti e decise che il Consiglio degli Anziani avesse l'autorizzazione a muoversi allo scopo di ottenere la legalizzazione della Chiesa. La legalizzazione avvenne il 1º luglio 1995 e attualmente figura al numero 98 del registro delle organizzazioni religiose del Ministero dell'Interno.